# Larzac
Larzac – miejscowość i gmina we Francji, w regionie Nowa Akwitania, w departamencie Dordogne.
Według danych na rok 1990 gminę zamieszkiwało 105 osób, a gęstość zaludnienia wynosiła 15 osób/km² (wśród 2290 gmin Akwitanii Larzac plasuje się na 1071. miejscu pod względem liczby ludności, natomiast pod względem powierzchni na miejscu 1280.).